# Osborne Reynolds

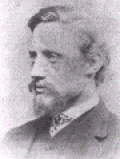
Osborne Reynolds

Osborne Reynolds (Belfast (Ierland, tegenwoordig Noord-Ierland), 23 augustus 1842 – Watchet (Somerset), 21 februari 1912) was een Britse ingenieur en natuurkundige. De van oorsprong Ierse Reynolds is vooral bekend door zijn werk in hydraulica en hydrodynamica.
Hij studeerde wiskunde aan het Queens' College van de Universiteit van Cambridge. In 1868 werd hij professor aan het Owens College in Manchester, waar hij zich voornamelijk bezighield met vloeistofdynamica.
In 1883 definieerde hij het Getal van Reynolds waarmee hij zijn grootste naamsbekendheid zou verwerven.
Dit dimensieloze getal wordt gebruikt om te bepalen of twee stromingen dynamisch gelijkvormig zijn. Het getal van Reynolds is een maat voor de verhouding tussen traagheidskrachten en viskeuze krachten die de stroming bepalen. Bij lage getallen van Reynolds, als de viscositeit overheersend is, is de stroming vaak laminair en bij hoge getallen van Reynolds turbulent. In 1877 werd hij verkozen tot lid van de Royal Society.